# Mäeküla (Põhja-Pärnumaa)
Mäeküla is een plaats in de Estlandse gemeente Põhja-Pärnumaa, provincie Pärnumaa. De plaats heeft de status van dorp (Estisch: küla).
Tot in oktober 2017 lag het dorp in de gemeente Halinga. In die maand werd Halinga bij de fusiegemeente Põhja-Pärnumaa gevoegd.

## Bevolking
Het dorp had 16 inwoners op 31 december 2011 en 20 inwoners op 31 december 2021.

## Geschiedenis
Mäeküla werd voor het eerst genoemd in 1722 onder de naam Mehkülla Ado, een boerderij in het dorp Maima, dat toen op het landgoed Sörik-Parrasma (Sõõrike-Parasmaa) lag. Rond 1865 werd de boerderij een dorp. Rond 1940 werd het buurdorp Linnama bij Mäeküla gevoegd. In 1977 werd het dorp samengevoegd met Maima. In 1997 werden Mäeküla en Maima weer aparte dorpen.